# Battaglia di Adranon
Nel 344 a.C. Adranòn fu teatro della prima battaglia tra il corinzio Timoleonte e il leontinese Iceta. Adranòn fu anche la seconda città, dopo Tauromenion, che si unì in alleanza (symmachia) con Timoleonte. Questa symmachia avrà un ruolo fondamentale nella sconfitta della tirannide di Dionisio II e dei cartaginesi. Successivamente ne faranno parte altre polis siciliane. Dopo la battaglia del Crimiso la Symmachia verrà sciolta e Timoleonte procederà alla eliminazione sistematica di tutti i tiranni delle polis che lo avevano appoggiato.

## La storia
Gli abitanti della piccola città di Adranòn, alle falde dell'Etna, saputo che Timoleonte era arrivato in Sicilia e che era stato accolto da Andromaco di Tauromenion si trovarono in un forte dilemma. Infatti una fazione si appellava a Timoleonte un'altra a Iceta e ai Cartaginesi. Fu per questo che ambedue gli strateghi si affrettarono, con il proprio esercito, ad arrivare in città e farla passare dalla propria parte.
Iceta era a capo di cinquemila uomini ed arrivò primo ad Adranòn, mentre Timoleonte, che aveva solo millecinquecento soldati, arrivò poco dopo. Timoleonte infatti era partito da Tauromenion, distante 350 stadi (circa 70÷80 km) da Adrano, impiegò più di un giorno per arrivare. Durante la notte fece una sosta e il giorno successivo marciò a ritmo sostenuto.
Alla fine della giornata seppe che i nemici si stavano accampando nei pressi di Adranòn. Era già sera e i capi avevano ordinato ai soldati di accamparsi per riposarsi e rifocillarsi. Timoleonte si rivolse ai suoi corinzi pregandoli di non far nulla di tutto ciò, anzi di attaccare i nemici mentre erano in disordine e stavano per accamparsi, montando le tende e rifocillandosi. Prese uno scudo e incitò per primo alla battaglia i suoi soldati che lo seguirono coraggiosamente piombando sull'accampamento nemico che distava non più di 30 stadi (6÷7 km). I soldati di Iceta furono colti di sorpresa, trecento furono uccisi, almeno il doppio furono presi prigionieri e il campo conquistato.
Nel frattempo un avvenimento miracoloso accadde nel tempio del dio Adranòs. La punta della lancia della divinità si mosse, il suo viso si rigò di gocce di sudore e le porte del tempio si aprirono autonomamente. Questi segni furono interpretati in favore di Timoleonte, per cui gli adraniti aprirono le porte della città e si unirono con lui in alleanza.
Timoleonte prese possesso della città che divenne il suo quartier generale. Durante la sua permanenza Timoleonte scampò miracolosamente ad un attentato di alcuni sicari di Iceta, per cui si diffuse la credenza che Timoleonte fosse protetto dalla Fortuna (Τὺχη), una speciale Provvidenza divina. Di conseguenza molte città, tra cui Tindari e Mamerkos, il tiranno di Katana, lo appoggiarono.
Dionisio II, il tiranno di Siracusa che si era asserragliato sull'isola di Ortigia, e qui assediato da Iceta, appena seppe di questa ignobile sconfitta di Iceta decise di arrendersi ai corinzi e inviò a Timoleonte ambasciatori, per trattare la resa, a condizione che Timoleonte gli promettesse di aver salva la vita, lasciandolo fuggire a Corinto. Timoleonte accettò e prese possesso di Ortigia.